# شصتمین مراسم گلدن گلوب
۶۰مین مراسم گلدن گلوب برای ارج نهادن به بهترین فیلم و شوی تلویزیونی ۲۰۰۲ در ۱۹ ژانویه سال ۲۰۰۳ در لوس‌آنجلس کالیفرنیا برگزار می‌شود. برنده گوی زرین بهترین کارگردانی به مارتین اسکورسیزی برای فیلم دار و دسته‌های نیویورکی رسید. مریل استریپ در دو قسمت بهترین بازیگر نقش اول و مکمل زن کاندیدای دریافت گوی زرین شده بود که توانست برنده گلدن گلوب بهترین بازیگر مکمل زن شود. بهترین بازیگر نقش اول زن و مرد فیلم کمدی به فیلم شیکاگو رسید؛ و فیلم اقتباس. نیز هر دو جایزه مکمل زن و مرد را بدست آورد.

## نامزدی‌ها و جوایز
| بهترین فیلم | بهترین فیلم |
| درام | موزیکال یا کمدی |
| --- | --- |
| - - ساعت‌ها - درباره اشمیت - دار و دسته‌های نیویورکی - ارباب حلقه‌ها: دو برج - پیانیست | - - شیکاگو - درباره پسر - اقتباس. - عروسی یونانی پرریخت‌وپاش و بزرگ من - نیکلاس نیکلبی |
| بهترین اجرای فیلم - درام | |
| بهترین بازیگر مرد | بهترین بازیگر زن |
| - - جک نیکلسون برای فیلم درباره اشمیت - آدرین برودی برای فیلم پیانیست - مایکل کین برای فیلم آمریکای آرام - دانیل دی-لوئیس برای فیلم دار و دسته‌های نیویورکی - لئوناردو دی‌کاپریو برای فیلم اگه میتونی منو بگیر                                                         | - - نیکول کیدمن برای فیلم ساعت‌ها - سلما هایک برای فیلم فریدا - دایان لین برای فیلم بی‌وفا - جولیان مور برای فیلم دور از بهشت - مریل استریپ برای فیلم ساعت‌ها                                      |
| بهترین اجرای فیلم - موزیکال یا کمدی | |
| بهترین بازیگر مرد | بهترین بازیگر زن |
| - - ریچارد گی‌یر برای فیلم شیکاگو - کیرن کالکین برای فیلم ایگ بی پایین می‌رود - نیکولاس کیج برای فیلم اقتباس. - هیو گرانت برای فیلم درباره پسر - آدام سندلر برای فیلم پانچ - مست عشق                                                                                   | - - رنه زلوگر برای فیلم شیکاگو - مگی جیلنهال برای فیلم منشی - گلدی هاون برای فیلم سوسیس خواهران - نیا واردالوس برای فیلم عروسی یونانی پرریخت‌وپاش و بزرگ من - کاترین زتا جونز برای فیلم شیکاگو   |
| بهترین اجرای برای نقش مکمل در فیلم- درام، موزیکال یا کمدی | |
| بهترین بازیگر نقش مکمل مرد | بهترین بازیگر نقش مکمل زن |
| - - کریس کوپر برای فیلماقتباس. - اد هریس برای فیلم ساعت‌ها - پل نیومن برای فیلم جاده‌ای به‌سوی تباهی - دنیس کواید برای فیلم دور از بهشت - جان سی ریلی برای فیلم شیکاگو                                                                                                  | - - مریل استریپ برای فیلم اقتباس. - کتی بیتس برای فیلم درباره اشمیت - کامرون دیاز برای فیلم دار و دسته‌های نیویورکی - کویین لطیفه برای فیلم شیکاگو - سوزان ساراندون برای فیلم ایگ بی پایین می‌رود |
| بهترین کارگردانی | بهترین فیلمنامه |
| - - مارتین اسکورسیزی برای کارگردانی دار و دسته‌های نیویورکی - استیون دالدری برای کارگردانی ساعت‌ها - پیتر جکسون برای کارگردانی ارباب حلقه‌ها: دو برج - اسپایک جونز برای کارگردانی اقتباس. - راب مارشال برای کارگردانی شیکاگو - الکساندر پین برای کارگردانی درباره اشمیت | - - دربارهٔ اشمیت - اقتباس. - شیکاگو - دور از بهشت - ساعت‌ها |

### فیلم‌هایی با چندین نامزدی
| نامزدی‌ها | فیلم                   |
| -------- | ---------------------- |
| ۸        | شیکاگو                 |
| ۷        | ساعت‌ها                 |
| ۶        | اقتباس.                |
| ۵        | درباره اشمیت           |
| ۵        | دار و دسته‌های نیویورکی |

### فیلم‌هایی با چند جایزه
- شیکاگو ۳ گوی زرین
- ساعت‌ها ۲ گوی زرین
- اقتباس. ۲ گوی زرین
- درباره اشمیت ۲ گوی زرین
- دار و دسته‌های نیویورکی ۲ گوی زرین

## بهترین سریال تلویزیونی
| بهترین سریال                                         | بهترین سریال                                                      |
| جایزه گلدن گلوب بهترین سریال تلویزیونی               | جایزه گلدن گلوب بهترین سریال موزیکال یا کمدی                      |
| ---------------------------------------------------- | ----------------------------------------------------------------- |
| - - سپر - ۲۴ - شش فوت زیر زمین - سوپرانوز - بال غربی | - - زیاد ذوق‌زده نشو - دوستان - سکس و شهر - سیمپسون‌ها - ویل و گریس |

## برندگان گوی زرین مرد و زن سریال تلویزیونی

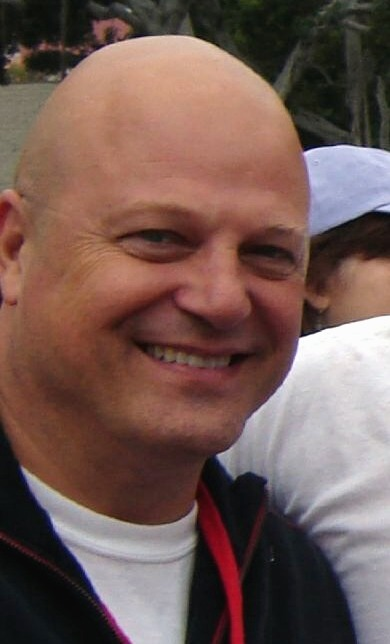
مایکل چکلیس، برنده بهترین بازیگر نقش اول مرد در یک سریال تلویزیونی - درام
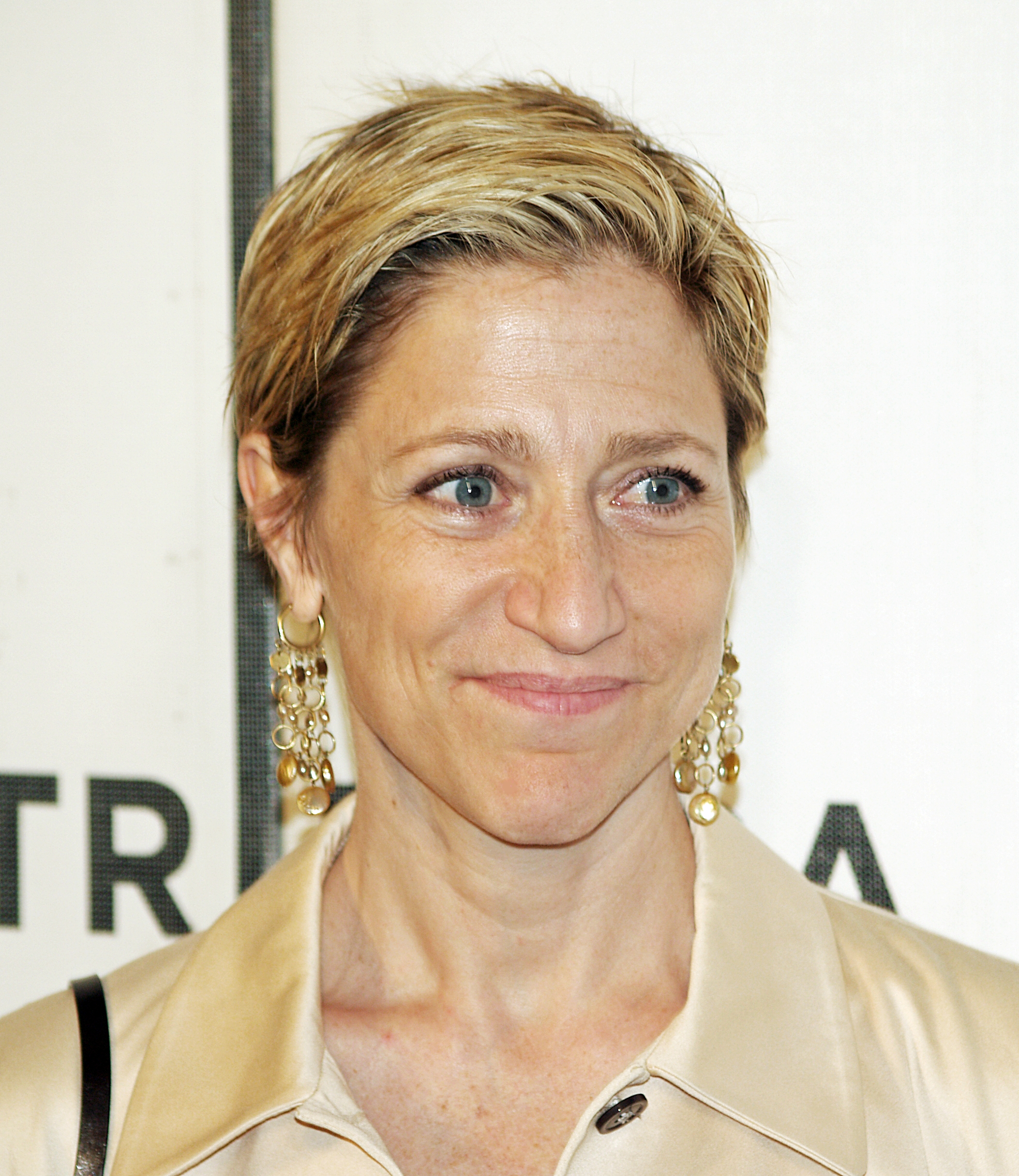
ادی فالکو، برنده بهترین بازیگر نقش اول زن در یک سریال تلویزیونی - درام
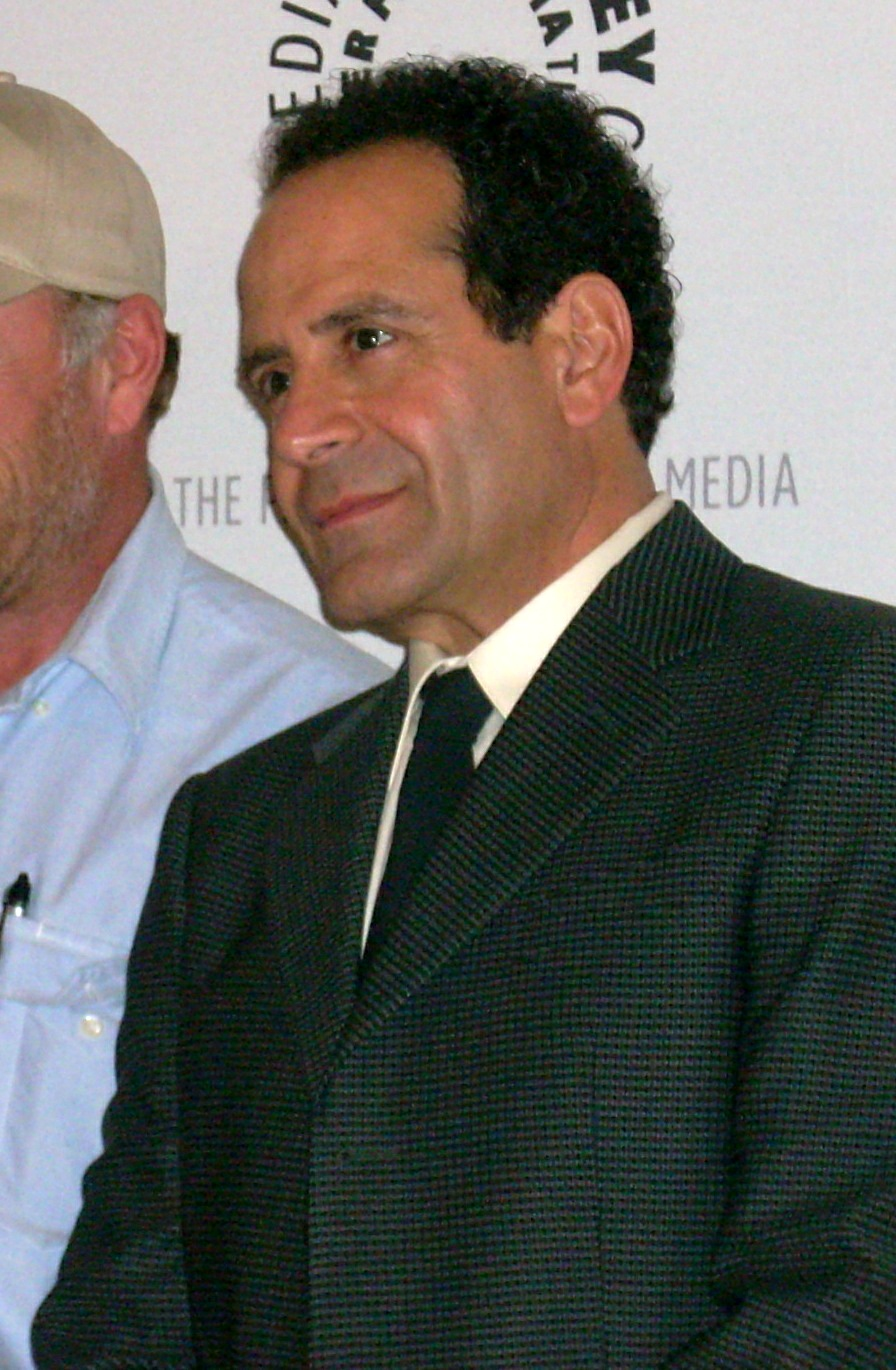
تونی شالهوب،برنده بهترین بازیگر نقش اول مرد در یک سریال تلویزیونی - موزیکال یا کمدی
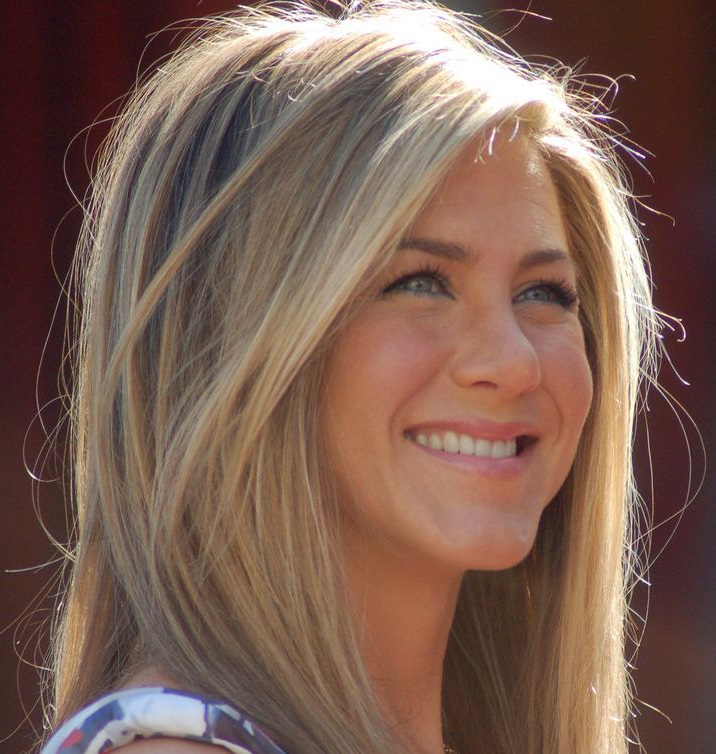
جنیفر آنیستون برنده بهترین بازیگر نقش اول زن در یک سریال تلویزیونی - کمدی یا موزیکال

آلبرت فینی، برنده بهترین بازیگر نقش اول مرد در یک مینی سریال یا فیلم ساخته شده برای تلویزیونآلبرت فینی، برنده بهترین بازیگر نقش اول مرد در یک مینی سریال یا فیلم ساخته شده برای تلویزیون
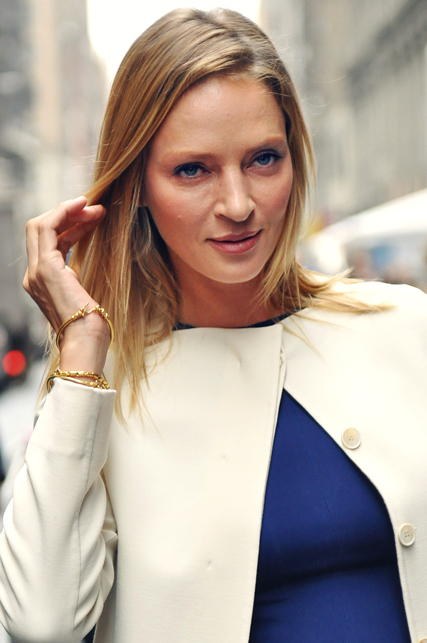
اوما تورمن، برنده بهترین بازیگر نقش اول زن در یک مینی سریال یا فیلم ساخته شده برای تلویزیون
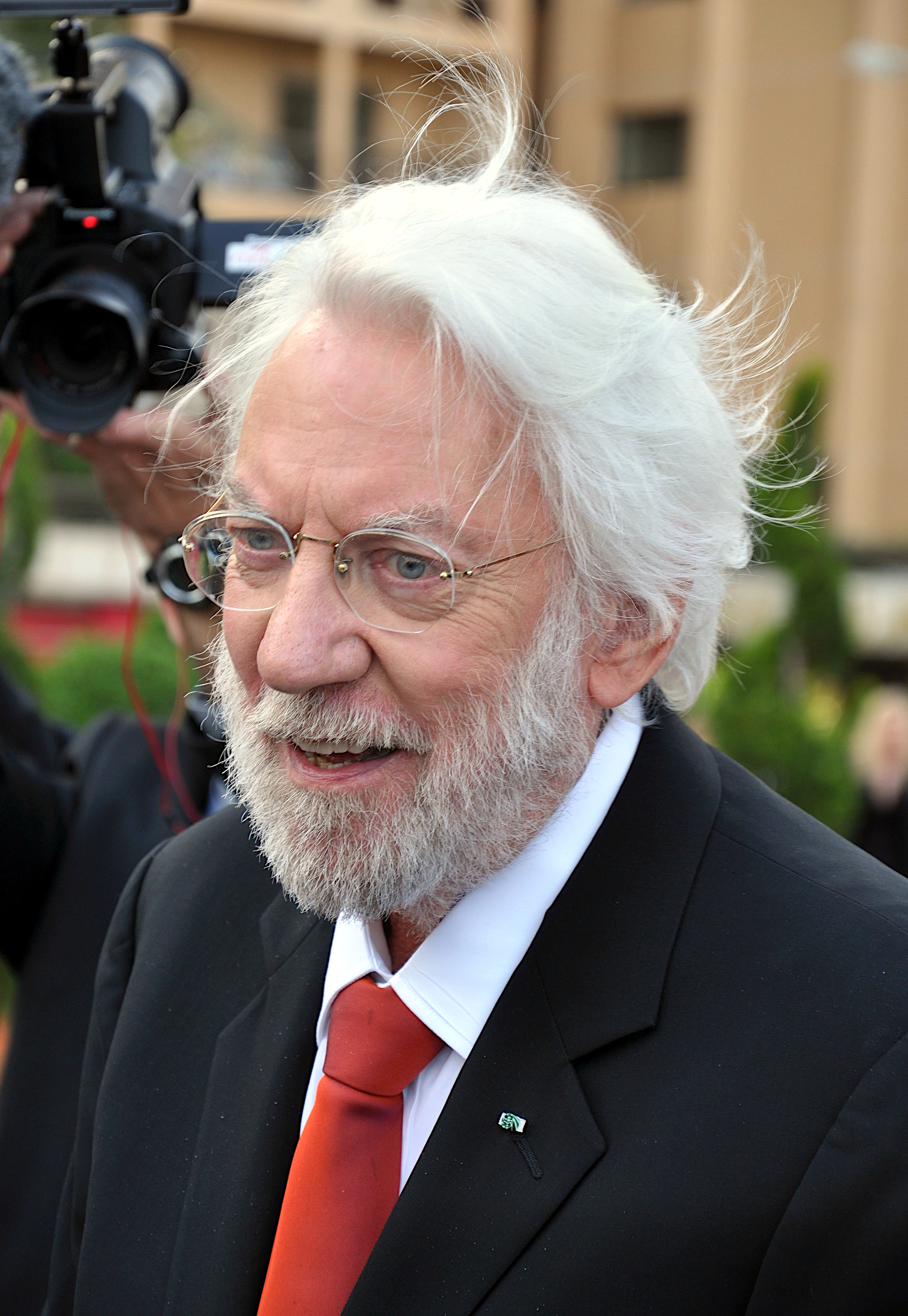
دونالد ساترلند، برنده بهترین بازیگر مرد در نقش مکمل در یک ، مینی سریال یا فیلم ساخته شده برای تلویزیون
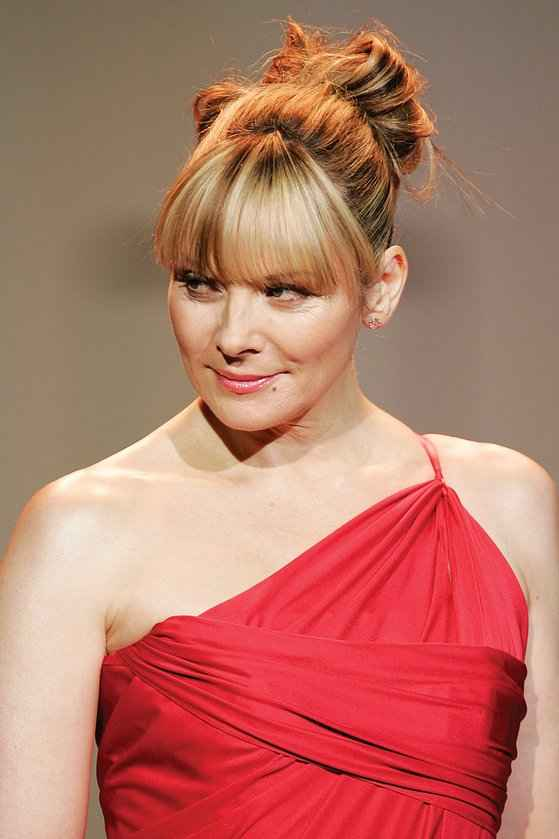
کیم کاترال، برنده بهترین بازیگر زن در نقش مکمل در یک ، مینی سریال یا فیلم ساخته شده برای تلویزیون